# Angueira (Vimioso)
Angueira ist ein Ort und eine ehemalige Gemeinde (Freguesia) im portugiesischen Kreis Vimioso. Die Gemeinde hatte 115 Einwohner (Stand 30. Juni 2011).

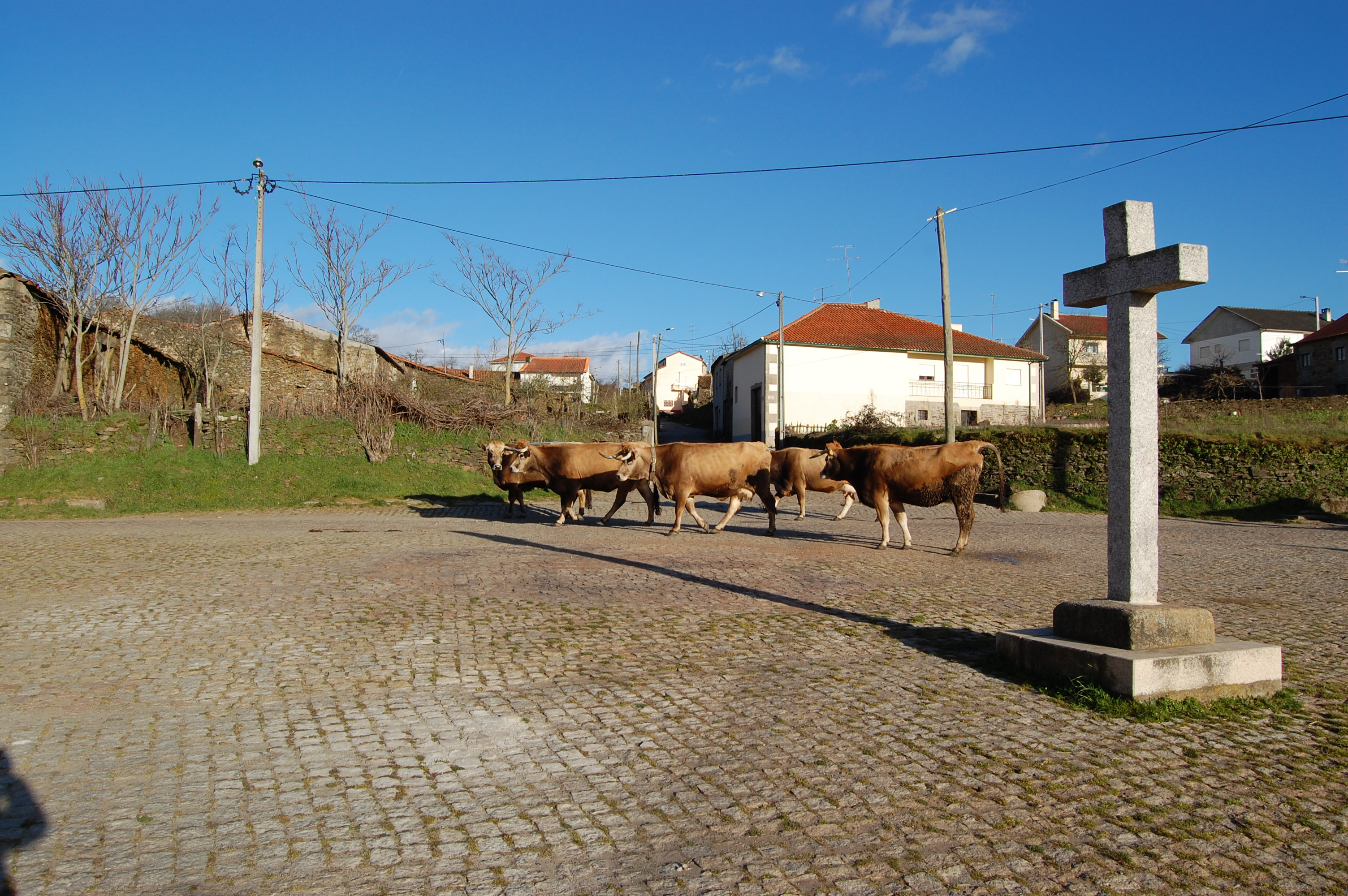
Angueira

Am 29. September 2013 wurden die Gemeinden Angueira und Caçarelhos zur neuen Gemeinde União das Freguesias de Caçarelhos e Angueira zusammengeschlossen.